# WWE TLC: Tables, Ladders & Chairs
WWE TLC: Tables, Ladders & Chairs (Mesas, Escaleras y Sillas en español)  fue un evento anual de pago por visión producido por la empresa de lucha libre profesional estadounidense WWE. El evento fue establecido en 2009, sustituyendo a Armageddon en la ranura de diciembre del calendario de eventos pago por visión de la WWE. El concepto del evento se basa alrededor de que las principales luchas de la cartelera contienen cada una una estipulación utilizando mesas (Tables Match), escaleras (Ladder Match), sillas (Chairs Match), así como los tres elementos (Tables, Ladders & Chairs Match) como armas legales. El concepto del evento fue votado por los aficionados vía el sitio web oficial de la WWE y fue elegido sobre un evento con combates basados en Street Fights y un evento con un torneo de eliminación directa. En 2017 el evento se cambió de su habitual ranura de diciembre a octubre.
Se programó un evento para 2021, pero se canceló para permitir que la WWE se concentrara en un nuevo evento llamado Day 1, que tuvo lugar el día de Año Nuevo de 2022.

## Fechas y lugares
|  | Evento de Raw |  | Evento de SmackDown Live |

| Evento                                          | Fecha                   | Lugar                    | Estadio                  | Asistencia | Evento principal                                                                            |
| ----------------------------------------------- | ----------------------- | ------------------------ | ------------------------ | ---------- | ------------------------------------------------------------------------------------------- |
| TLC: Tables, Ladders & Chairs 2009              | 13 de diciembre de 2009 | San Antonio, Texas       | AT&T Center              | 15 226     | Jeri-Show vs. D-Generation X                                                                |
| TLC: Tables, Ladders & Chairs 2010              | 19 de diciembre de 2010 | Houston, Texas           | Toyota Center            | 11 500     | Wade Barrett vs. John Cena                                                                  |
| TLC: Tables, Ladders & Chairs 2011              | 18 de diciembre de 2011 | Baltimore, Maryland      | 1st Mariner Arena        | 9000       | CM Punk vs. The Miz vs. Alberto Del Rio                                                     |
| TLC: Tables, Ladders & Chairs 2012              | 16 de diciembre de 2012 | Brooklyn, Nueva York     | Barclays Center          | 15 748     | Dolph Ziggler vs. John Cena                                                                 |
| TLC: Tables, Ladders & Chairs 2013              | 15 de diciembre de 2013 | Houston, Texas           | Toyota Center            | 14 120     | Randy Orton vs. John Cena                                                                   |
| TLC: Tables, Ladders, Chairs... and Stairs 2014 | 14 de diciembre de 2014 | Cleveland, Ohio          | Quicken Loans Arena      | 14 000     | Bray Wyatt vs. Dean Ambrose                                                                 |
| TLC: Tables, Ladders & Chairs 2015              | 13 de diciembre de 2015 | Boston, Massachusetts    | TD Garden                | 14 903     | Sheamus vs. Roman Reigns                                                                    |
| TLC: Tables, Ladders & Chairs 2016              | 4 de diciembre de 2016  | Dallas, Texas            | American Airlines Center | 15 550     | AJ Styles vs. Dean Ambrose                                                                  |
| TLC: Tables, Ladders & Chairs 2017              | 22 de octubre de 2017   | Minneapolis, Minnesota   | Target Center            | 13 381     | Kurt Angle, Dean Ambrose & Seth Rollins vs. The Miz, Braun Strowman, Kane, Cesaro & Sheamus |
| TLC: Tables, Ladders & Chairs 2018              | 16 de diciembre de 2018 | San Jose, California     | SAP Center               | 13 408     | Becky Lynch vs. Asuka vs. Charlotte Flair                                                   |
| TLC: Tables, Ladders & Chairs 2019              | 15 de diciembre de 2019 | Mineápolis, Minesota     | Target Center            | 8500       | The Kabuki Warriors vs. Becky Lynch & Charlotte Flair                                       |
| TLC: Tables, Ladders & Chairs 2020              | 20 de diciembre de 2020 | San Petersburgo, Florida | Tropicana Field          | 0          | The Fiend vs. Randy Orton                                                                   |

## Resultados

### 2009
TLC: Tables, Ladders & Chairs 2009 tuvo lugar el 13 de diciembre de 2009 desde el AT&T Center en San Antonio, Texas. El tema oficial del evento fue "Bullet Soul" de Switchfoot.

#### Resultados
- Dark Match: R-Truth (con Goldust) derrotó a CM Punk (con Luke Gallows & Serena). (8:12)[3]
  - R-Truth cubrió a Punk con un «Roll-up».
- Christian derrotó a Shelton Benjamin en un Ladder Match y retuvo el Campeonato de la ECW. (18:05)[4]
  - Christian ganó la lucha tras descolgar el campeonato.
- Michelle McCool (con Layla) derrotó a Mickie James y retuvo el Campeonato Femenino de la WWE. (7:31)[5]
  - McCool cubrió a James después de un «Simply Flawless».
  - Durante la lucha, Layla interfirió ayudando a McCool.
- Drew McIntyre derrotó a John Morrison y ganó el Campeonato Intercontinental. (10:19)[6]
  - McIntyre cubrió a Morrison después de un «Future Shock» tras rasguñarle los ojos.
- Sheamus derrotó a John Cena en un Tables Match y ganó el Campeonato de la WWE. (16:19)[7]
  - Sheamus ganó después de empujar a Cena desde el esquinero a través de una mesa.
- The Undertaker derrotó a Batista en un Chairs Match y retuvo el Campeonato Mundial Peso Pesado. (13:14)[8]
  - The Undertaker cubrió a Batista después de un «Tombstone Piledriver».
  - Inicialmente Batista cubrió a The Undertaker tras golpearlo en la cabeza con una silla luego de un «Low Blow». Sin embargo, Theodore Long reinició la lucha, alegando que el «Low Blow» no era legal en la lucha.
- Randy Orton derrotó a Kofi Kingston. (13:11)[9]
  - Orton cubrió a Kingston después de un «RKO».
- D-Generation X (Triple H & Shawn Michaels) derrotó a Jeri-Show (Chris Jericho & The Big Show) en un Tables, Ladders & Chairs Match y ganó el Campeonato Unificado en Parejas de la WWE. (22:32)[10]
  - D-Generation X ganó después de que Michaels descolgara ambos campeonatos.

### 2010
TLC: Tables, Ladders & Chairs 2010 tuvo lugar el 19 de diciembre de 2010 desde el Toyota Center en Houston, Texas. El tema oficial del evento fue "Na Na Na" de My Chemical Romance.

#### Resultados
- Dark Match: Daniel Bryan (con The Bella Twins) derrotó a Ted DiBiase (con Maryse) y retuvo el Campeonato de los Estados Unidos (5:18).
  - Bryan forzó a DiBiase a rendirse con un «LeBell Lock».
- Dolph Ziggler (con Vickie Guerrero) derrotó a Jack Swagger y Kofi Kingston en un Ladder Match y retuvo el Campeonato Intercontinental (8:56).[11]
  - Ziggler ganó después de agarrar el campeonato del suelo luego de que Swagger y Kingston lo hayan tirado accidentalmente desde la escalera.
  - Durante la lucha, Guerrero interfirió a favor de Ziggler.
- Beth Phoenix & Natalya derrotaron a LayCool (Layla & Michelle McCool) en un Divas Tornado Tag Team Tables Match (9:20).[12]
  - Phoenix y Natalya ganaron después de que Natalya aplicara un «Splash» sobre LayCool a través de una mesa.
  - Este fue el primer combate de mesas de Divas de la WWE.
- Los Campeones en Parejas de la WWE Santino Marella & Vladimir Kozlov derrotaron a The Nexus (Justin Gabriel & Heath Slater) (con Michael McGillicutty & Husky Harris) por descalificación (6:30).[13]
  - The Nexus fue descalificado cuando McGillicutty atacó a Marella.
  - Después del combate, The Nexus atacó a Marella y Kozlov, y Wade Barrett los atacó con una silla de acero.
  - Como consecuencia, Marella y Kozlov retuvieron los campeonatos.
- John Morrison derrotó a King Sheamus en Ladder Match y ganó una oportunidad por el Campeonato de la WWE (19:05).[14]
  - Morrison ganó la lucha tras descolgar el contrato.
- The Miz (con Alex Riley) derrotó a Randy Orton en un Tables Match y retuvo el Campeonato de la WWE (13:40).[15]
  - The Miz ganó después de empujar a Riley sobre Orton a través de una mesa.
  - Originalmente The Miz ganó tras cambiar de lugar a Riley por Orton en una mesa rota pero el árbitro al ver la repetición reinició la lucha.
  - Durante la lucha, Riley interfirió a favor de The Miz.
- Edge derrotó a Alberto Del Rio (con Ricardo Rodríguez), Kane (c) y Rey Mysterio en un Tables, Ladders & Chairs Match y ganó el Campeonato Mundial Peso Pesado (22:46).[16]
  - Edge ganó la lucha tras descolgar el campeonato.
  - Durante la lucha, Rodríguez intentó descolgar el campeonato, pero Kane le aplicó un «Chokeslam».
- John Cena derrotó a Wade Barrett en un Chairs Match (19:12).[17]
  - Cena cubrió a Barrett después de un «Attitude Adjustment» sobre seis sillas.
  - Después de la lucha, Cena le tiró encima a Barrett una de las filas de sillas de la escenografía.
  - Durante el transcurso del PPV, Cena atacó a cada miembro de The Nexus.

### 2011
TLC: Tables, Ladders & Chairs 2011 tuvo lugar el 18 de diciembre desde la 1st Mariner Arena en Baltimore, Maryland. El tema oficial fue "Days are Forgotten" de Kasabian.

#### Resultados
- Dark Match: Drew McIntyre derrotó a Alex Riley (4:37).[18]
  - McIntyre cubrió a Riley después de un «Future Shock».
- Zack Ryder derrotó a Dolph Ziggler (con Vickie Guerrero) y ganó el Campeonato de los Estados Unidos (10:21).[19]
  - Ryder cubrió a Ziggler después de un «Rough Ryder».
  - Durante la lucha, Guerrero interfirió a favor de Ziggler, pero el árbitro la expulsó.
- Air Boom (Kofi Kingston & Evan Bourne) derrotó a Primo & Epico (con Rosa Mendes) y retuvo el Campeonato en Parejas de la WWE (7:32).[20]
  - Kingston cubrió a Primo después de un «Trouble in Paradise».
- Randy Orton derrotó a Wade Barrett en un Tables Match (10:16).[21]
  - Orton ganó después de aplicar un «RKO» en el aire a Barrett sobre una mesa.
- Beth Phoenix derrotó a Kelly Kelly y retuvo el Campeonato de Divas (5:36).[22]
  - Phoenix cubrió a Kelly después de revertir un «Hurricanrana Pin» en un «Electric Chair».
- Triple H derrotó a Kevin Nash en un Sledgehammer Ladder Match (18:18).[23]
  - Triple H cubrió a Nash después de golpearlo con el mazo.
  - Un mazo estaba colgando encima del ring y podía ser usado como arma una vez que uno de los participantes lo agarrase.
- Sheamus derrotó a Jack Swagger (con Vickie Guerrero) (5:57).[24]
  - Sheamus cubrió a Swagger después de un «Brogue Kick».
- The Big Show derrotó a Mark Henry en un Chairs Match y ganó el Campeonato Mundial Peso Pesado (5:30).[25]
  - Show cubrió a Henry después de un «K.O. Punch».
  - Después de la lucha, Henry atacó a Show con una silla y le aplicó un «DDT» sobre varias sillas.
- Daniel Bryan derrotó a The Big Show y ganó el Campeonato Mundial Peso Pesado (00:07).[25]
  - Bryan cubrió a Show después de un «DDT» de Mark Henry sobre varias sillas.
  - Bryan utilizó su contrato del SmackDown! Money in the Bank.
- Cody Rhodes derrotó a Booker T y retuvo el Campeonato Intercontinental (9:16).[26]
  - Rhodes cubrió a Booker T después de dos «Beautiful Disasters».
  - Antes de la lucha, Rhodes atacó a Booker T.
  - Este combate fue pospuesto dos veces por ataques de Rhodes a Booker T.
- CM Punk derrotó a The Miz y Alberto Del Rio (con Ricardo Rodríguez) en un Tables, Ladders & Chairs Match y retuvo el Campeonato de la WWE (18:25).[27]
  - Punk ganó tras descolgar el campeonato.
  - Durante la lucha, Rodríguez interfirió a favor de Del Rio queriendo descolgar el título, pero The Miz y Punk lo derribaron de lo alto de la escalera hacia una mesa fuera del ring.
  - Originalmente, John Cena estaba programado para competir en esta lucha. Sin embargo, abandonó su oportunidad titular con tal de que Zack Ryder obtuviera una oportunidad por el Campeonato de los Estados Unidos.

### 2012
TLC: Tables, Ladders & Chairs 2012 tuvo lugar el 16 de diciembre de 2012 en el Barclays Center de Brooklyn, Nueva York. El tema oficial del evento fue "Just Another War" de Josey Scott.

#### Resultados
- Dark Match: JTG derrotó a David Otunga.[28]
  - JTG cubrió a Otunga.
- Pre-Show: Naomi derrotó a Aksana, Tamina Snuka, Rosa Mendes, Cameron, Kaitlyn, Alicia Fox, Natalya y Layla en un "Santa's Helper" Diva Battle Royal y ganó una oportunidad por el Campeonato de Divas (5:47).[29]
  - Naomi ganó la lucha después de eliminar a Kaitlyn.
  - Durante la lucha, Eve Torres atacó a Kaitlyn.
  - Originalmente, AJ Lee estaba en ésta lucha, pero fue sacada por razones desconocidas.
  - Esta lucha fue transmitida en vivo en Facebook, YouTube y WWE.com media hora antes del evento.
- Team Rhodes Scholars (Damien Sandow & Cody Rhodes) derrotó a Rey Mysterio & Sin Cara en un Tables Match y ganó una oportunidad por el Campeonato en Parejas de la WWE (9:31).[30]
  - Team Rhodes Scholars ganó la lucha después de que Rhodes empujara a Sin Cara desde la cuerda superior hacia una mesa fuera del ring.
- Antonio Cesaro derrotó a R-Truth y retuvo el Campeonato de los Estados Unidos (6:40).[31]
  - Cesaro cubrió a R-Truth después de un «Neutralizer».
- Kofi Kingston derrotó a Wade Barrett y retuvo el Campeonato Intercontinental (8:13).[32]
  - Kingston cubrió a Barrett después de revertir un «Bull Hammer» en un «Trouble in Paradise».
- The Shield (Dean Ambrose, Seth Rollins & Roman Reigns) derrotó a Team Hell No (Daniel Bryan & Kane) & Ryback en un Tables, Ladders & Chairs Match (22:45).[33]
  - Reigns cubrió a Bryan después de un «Powerbomb» desde la tercera cuerda sobre una mesa.
  - La lucha se podía ganar por cuenta de 3 o sumisión.
  - Originalmente, CM Punk debía defender el Campeonato de la WWE contra Ryback en un Tables, Ladders & Chairs Match, pero debido a una lesión legítima provocada por Ryback, Mr. McMahon pactó un nuevo combate.
  - Esta fue la primera lucha de The Shield en la WWE.
- Eve Torres derrotó a Naomi y retuvo el Campeonato de Divas (3:07).[34]
  - Eve cubrió a Naomi después de un «The Heartbreaker».
- The Big Show derrotó a Sheamus en un Chairs Match y retuvo el Campeonato Mundial Peso Pesado (14:14).[35]
  - Show cubrió a Sheamus después de un golpe con una silla gigante.
  - Por orden del gerente general de SmackDown Booker T, si Show atacaba a Sheamus antes del evento, perdería el campeonato, y si Sheamus atacaba a Show, perdería la oportunidad por el campeonato.
- The Miz, Alberto Del Rio (con Ricardo Rodríguez) & The Brooklyn Brawler derrotaron a 3MB (Heath Slater, Drew McIntyre & Jinder Mahal) (3:24).[36]
  - The Brooklyn Brawler forzó a Mahal a rendirse con un «Brooklyn Crab».
  - Esta lucha no estaba pactada, pero 3MB la pidió.
  - Antes de la lucha, 3MB atacó a Carlos Cabrera pero Alberto del Río, Miz y Brookyn Brawler salieron a defenderlo y por esto se originó la lucha
- Dolph Ziggler derrotó a John Cena en un Ladder Match y retuvo el World Heavyweight Championship Money in the Bank (23:16).[37]
  - Ziggler ganó la lucha después de descolgar el maletín.
  - Durante la lucha, Vickie Guerrero interfirió a favor de Ziggler, y AJ Lee atacó a Guerrero, pero después atacó a Cena.

### 2013
TLC: Tables, Ladders & Chairs 2013 tuvo lugar el 15 de diciembre de 2013, desde el Toyota Center en Houston, Texas. El tema oficial del evento fue "Never Never" de Korn.

#### Resultados
- Kick-Off: Fandango (con Summer Rae) derrotó a Dolph Ziggler (4:20).[38]
  - Fandango cubrió a Ziggler después de un «Beauty in Motion».
  - Durante la lucha, Rae interfirió distrayendo a Ziggler.
  - Esta lucha fue transmitida en vivo en Facebook, YouTube y WWE.com media hora antes del evento.
- CM Punk derrotó a The Shield (Dean Ambrose, Seth Rollins & Roman Reigns) en un 3-on-1 Handicap Match (15:05).[39]
  - Punk cubrió a Ambrose después de un «Spear» accidental de Reigns.
- AJ Lee (con Tamina Snuka) derrotó a Natalya y retuvo el Campeonato de Divas (6:35).[40]
  - Lee cubrió a Natalya después de revertir un «Sharpshooter» en un «Roll-up».
  - Durante la lucha, Snuka interfirió a favor de AJ distrayendo a Natalya.
- Big E Langston derrotó a Damien Sandow y retuvo el Campeonato Intercontinental (6:45).[41]
  - Langston cubrió a Sandow después de un «Big Ending».
- Cody Rhodes & Goldust derrotaron a RybAxel (Ryback & Curtis Axel), The Real Americans (Jack Swagger & Antonio Cesaro) (con Zeb Colter) y The Big Show & Rey Mysterio en un Elimination Match y retuvieron el Campeonato en Parejas de la WWE (22:45).[42]
  - Goldust cubrió a Ryback con un «Roll-up» (6:17).
  - Show cubrió a Cesaro después de un «K.O. Punch» en el aire (14:44).
  - Rhodes cubrió a Mysterio después de un «Cross Rhodes» (22:45).
  - Después de ser eliminado, Ryback atacó a Goldust.
  - Después de la lucha, Rhodes & Goldust se dieron la mano con Show & Mysterio en señal de respeto.
- R-Truth (con Xavier Woods) derrotó a Brodus Clay (con Cameron, Naomi & Tensai) (6:00).[43]
  - R-Truth cubrió a Clay después de un «High Kick» y con un «Roll-up».
  - Durante la lucha, Tensai interfirió ayudando a R-Truth, y Cameron & Naomi abandonaron a Clay.
- Kofi Kingston derrotó a The Miz en un No Disqualification Match (8:00).[44]
  - Kingston cubrió a The Miz después de un «Trouble in Paradise».
- The Wyatt Family (Bray Wyatt, Luke Harper & Erick Rowan) derrotaron a Daniel Bryan en un 3-on-1 Handicap Match (12:25).[45]
  - Wyatt cubrió a Bryan después de un «Sister Abigail».
- El Campeón de la WWE Randy Orton derrotó al Campeón Mundial Peso Pesado John Cena en un Tables, Ladders & Chairs Match unificando los títulos y formando el nuevo Campeonato Mundial Peso Pesado de la WWE (24:36).[46]
  - Orton ganó la lucha después de descolgar ambos campeonatos.
  - Después de la lucha, Mr. McMahon & The Authority (Triple H & Stephanie McMahon) festejaron junto con Orton.

### 2014
TLC: Tables, Ladders, Chairs... and Stairs 2014 tuvo lugar el 14 de diciembre de 2014 desde el Quicken Loans Arena en Cleveland, Ohio. El tema oficial del evento fue "Born This Way" de Thousand Foot Krutch.

#### Resultados
- Kick-Off: The New Day (Big E & Kofi Kingston) (con Xavier Woods) derrotaron a Gold & Stardust (11:40).[48]
  - Big E cubrió a Stardust después de un «Midnight Hour».
- Dolph Ziggler derrotó a Luke Harper en un Ladder Match y ganó el Campeonato Intercontinental (16:40).[49]
  - Ziggler ganó la lucha después de descolgar el campeonato.
- The Usos (Jey Uso & Jimmy Uso) derrotaron a los Campeones en Parejas de la WWE The Miz & Damien Mizdow por descalificación (7:17).[50]
  - Miz fue descalificado después de golpear a Jey con el cinturón.
  - Como consecuencia, Miz & Sandow retuvieron los campeonatos.
  - Después de la lucha, Miz continuó golpeando a Jey con el Cinturón.
- Big Show derrotó a Erick Rowan en un Steel Stairs Match (11:14).[51]
  - Big Show cubrió a Rowan después de un «Chokeslam» y un «K.O Punch».
- John Cena derrotó a Seth Rollins (con Jamie Noble & Joey Mercury) en un Tables Match y retuvo su oportunidad por el Campeonato Mundial Peso Pesado de la WWE (21:25).[52]
  - Cena ganó la lucha después de aplicar un «Attitude Adjustment» a Rollins sobre una mesa.
  - Originalmente la lucha había terminado en empate después de que ambos atravesaran una mesa al mismo tiempo, pero se decidió reiniciar la lucha.
  - Durante la lucha, Noble & Mercury interfirieron a favor de Rollins atacando a Cena.
  - Durante la lucha, Cena le aplicó a Rollins un «Attittude Adjustment» sobre una mesa desde la segunda cuerda, pero el árbitro se encontraba inconsciente.
  - Durante la lucha, The Big Show interfirió a favor de Rollins atacando a Cena y Roman Reigns interfirió a favor de Cena, aplicándole un «Superman Punch» y una «Spear» a Show contra una mesa y otro «Superman Punch» a Rollins.
  - Este fue el regreso de Reigns a la WWE después de someterse a una operación de hernia.
- Nikki Bella (con Brie Bella) derrotó a AJ Lee y retuvo el Campeonato de Divas (7:38).[53]
  - Nikki cubrió a Lee después de rociarla con un aerosol y un «Rack Attack».
  - Durante la lucha, Brie interfirió a favor de Nikki, pero el árbitro la expulsó del ringside.
- Ryback derrotó a Kane en un Chairs Match (9:50).[54]
  - Ryback cubrió a Kane después de un «Shell Shocked».
- Rusev (con Lana) derrotó a Jack Swagger y retuvo el Campeonato de los Estados Unidos (4:50).[55]
  - El árbitro detuvo la lucha después de que Rusev dejara inconsciente a Swagger con un «The Accolade».
- Bray Wyatt derrotó a Dean Ambrose en un Tables, Ladders & Chairs Match (26:25).[56]
  - Wyatt cubrió a Ambrose después de que a Ambrose le explotara un monitor en la cara seguido de un «Sister Abigail».
  - Esta lucha podía ser ganada por cuenta de 3 o sumisión.

### 2015
TLC: Tables, Ladders & Chairs 2015 tuvo lugar el 13 de diciembre de 2015 desde el TD Garden en Boston, Massachusetts. El tema oficial del evento es "Wicked Ones" de DOROTHY.

#### Antecedentes
En Survivor Series, Roman Reigns derrotó a Dean Ambrose en la final de un torneo para ganar el vacante Campeonato Mundial Peso Pesado de la WWE, pero Sheamus luego cobró su contrato Money in the Bank y derrotó a Reigns para ganar el título. La noche siguiente en Raw, Sheamus fue programado para defender el campeonato contra Reigns en un Tables, Ladders & Chairs match en el evento.
En el episodio del 26 de noviembre de SmackDown, Dean Ambrose derrotó a Tyler Breeze y Dolph Ziggler en un Triple Threat match para ganar un combate por el Campeonato Intercontinental contra Kevin Owens en el evento.
En Survivor Series, Charlotte derrotó a Paige por sumisión para retener el Campeonato de Divas. En la noche siguiente en Raw, Paige argumentó que Charlotte había hecho trampa para retener el título, y recibió una revancha, que terminó en una doble cuenta fuera. Después de esto, se programó otra revancha para TLC.

#### Resultados
- Kick-Off: Sasha Banks (con Naomi & Tamina) derrotó a Becky Lynch (11:43).[62]
  - Banks forzó a Lynch a rendirse con un «Bank Statement».
  - Durante la lucha, Naomi interfirió atacando a Lynch.
- The New Day (Big E & Kofi Kingston) (con Xavier Woods) derrotaron a The Usos (Jey Uso & Jimmy Uso) y The Lucha Dragons (Kalisto & Sin Cara) en un Ladder Match y retuvieron el Campeonato en Parejas de la WWE (17:46).[63]
  - The New Day ganó la lucha después de que Kingston descolgara los cinturones.
  - Durante la lucha, Woods interfirió atacando a Kalisto con su trombón.
- Rusev (con Lana) derrotó a Ryback (7:56).[64]
  - Rusev dejó inconsciente a Ryback con un «The Accolade».
- Alberto Del Rio derrotó a Jack Swagger en un Chairs Match y retuvo el Campeonato de los Estados Unidos (11:12).[65]
  - Del Rio cubrió a Swagger después de un «Double Foot Stomp» desde la tercera cuerda sobre unas sillas.
- The Wyatt Family (Bray Wyatt, Luke Harper, Erick Rowan & Braun Strowman) derrotó a The ECW Originals (The Dudley Boyz (Bubba Ray & D-Von), Tommy Dreamer & Rhyno) en un Elimination Tables Match (12:30).[66]
  - The Dudley Boyz eliminaron a Rowan con un «3D» sobre una mesa (4:10).
  - Harper eliminó a Rhyno al arrojarlo con un «Running Big Boot» contra una mesa apoyada en el esquinero (6:25).
  - Wyatt eliminó a D-Von con un «Ura-nage» sobre una mesa (8:26).
  - Harper eliminó a Dreamer con un «Suicide Dive» sobre una mesa (10:41).
  - Strowman eliminó a Bubba Ray con un «Chokeslam» sobre una mesa (12:30).
- Dean Ambrose derrotó a Kevin Owens y ganó el Campeonato Intercontinental (9:52).[67]
  - Ambrose cubrió a Owens después de revertir un «Pop-up Powerbomb» en un «Hurricanrana Roll-up».
- Charlotte (con Ric Flair) derrotó a Paige y retuvo el Campeonato de Divas (10:39).[68]
  - Charlotte cubrió a Paige después de impactar su cabeza contra el esquinero sin protección.
  - Durante la lucha, Flair interfirió a favor de Charlotte.
- Sheamus derrotó a Roman Reigns en un Tables, Ladders & Chairs Match y retuvo el Campeonato Mundial Peso Pesado de la WWE (23:58).[69]
  - Sheamus ganó la lucha después de descolgar el campeonato.
  - Durante la lucha, The League of Nations (Rusev & Alberto Del Rio) interfirieron a favor de Sheamus.
  - Después de la lucha, The League of Nations celebraron con Sheamus, pero Reigns les aplicó una «Spear» y los atacó con sillas, hasta que fue detenido por The Authority (Triple H & Stephanie McMahon) y varios árbitros.
  - Después de la interferencia de The Authority, Reigns atacó a Triple H con un «Superman Punch», sillas hasta atravesar la mesa de comentarios con una Powerbomb y una «Spear».
  - Después del incidente, Triple H fue sacado en camilla de la arena.

### 2016
TLC: Tables, Ladders & Chairs 2016 tuvo lugar el 4 de diciembre de 2016 desde el American Airlines Center en Dallas, Texas. El tema oficial del evento es "Ready for War (Pray for Peace)" de Adelitas Way.

#### Antecedentes
En No Mercy, AJ Styles derrotó a Dean Ambrose y John Cena para retener el Campeonato Mundial de la WWE. En el episodio del 25 de octubre de SmackDown Live, Ambrose luchó contra Styles por una oportunidad por el título, pero James Ellsworth atacó a Styles, lo que provocó que Ambrose fuera descalificado. Una revancha tuvo lugar en el episodio del 1 de noviembre y Ambrose derrotó exitosamente a Styles, ganando un combate por el título en TLC, por lo que el comisionado de SmackDown Live Shane McMahon lo programó como un Tables, Ladders & Chairs match.
En el episodio del 15 de noviembre de SmackDown Live, The Miz, con la ayuda de Maryse, derrotó a Dolph Ziggler por el Campeonato Intercontinental y luego retuvo el campeonato en Survivor Series contra Sami Zayn de Raw; este fue un desafío abierto originalmente hecho por Ziggler antes de que perdiera el título ante The Miz. En el episodio del 22 de noviembre de SmackDown Live, luego de una controversial victoria sobre Kalisto, The Miz fue sorprendido por Ziggler, quien lo atacó con un superkick. Más tarde, el gerente general de SmackDown Live Daniel Bryan programó a The Miz para defender su campeonato contra Ziggler en TLC en un Ladder match.
La Campeona Femenina de SmackDown, Becky Lynch, estaba originalmente programada para defender el título contra Alexa Bliss en No Mercy, pero debido a una legítima lesión fuera del ring, no pudo competir y el combate fue reprogramado para el episodio del 8 de noviembre de SmackDown Live. Lynch ganó el combate por sumisión, a pesar de que Bliss colocó su pie en la cuerda. En el episodio del 22 de noviembre de SmackDown Live, Bliss exigió una revancha, a lo que Lynch accedió para TLC. Más tarde esa noche, Bliss atacó a Lynch, quien acababa de derrotar a Natalya. La semana siguiente, durante la firma del contrato, Lynch atacó a Bliss, pero finalmente fue puesta a través de una mesa. A petición de Bliss, su combate se hizo un Tables match.

#### Resultados
- Kick-Off: Apollo Crews, The Hype Bros (Mojo Rawley & Zack Ryder) & American Alpha (Jason Jordan & Chad Gable) derrotaron a Curt Hawkins, The Vaudevillains (Aiden English & Simon Gotch) & The Ascension (Konnor & Viktor) (12:03).[79]
  - Gable cubrió a Gotch después de un «Grand Amplitude».
- The Wyatt Family (Bray Wyatt & Randy Orton) (con Luke Harper) derrotaron a Heath Slater & Rhyno y ganaron el Campeonato en Parejas de SmackDown (5:54).[80]
  - Orton cubrió a Rhyno después de un «R-K-O».
  - Durante la lucha, Harper interfirió a favor de The Wyatt Family.
- Nikki Bella derrotó a Carmella en un No Disqualification Match (7:39).[81]
  - Nikki cubrió a Carmella después de rociarla con un extinguidor y un «Rack Attack 2.0».
- The Miz (con Maryse) derrotó a Dolph Ziggler en un Ladder Match y retuvo el Campeonato Intercontinental (24:57).[82]
  - The Miz ganó la lucha después de descolgar el campeonato.
- Baron Corbin derrotó a Kalisto en un Chairs Match (12:51).[83]
  - Corbin cubrió a Kalisto después de un «End of Days» sobre una pila de sillas.
- Alexa Bliss derrotó a Becky Lynch en un Tables Match y ganó el Campeonato Femenino de SmackDown (15:16).[84]
  - Bliss ganó la lucha después de aplicarle un «Powerbomb» a Lynch sobre una mesa.
- AJ Styles derrotó a Dean Ambrose en un Tables, Ladders & Chairs Match y retuvo el Campeonato Mundial de la WWE (31:02).[85]
  - Styles ganó la lucha después de descolgar el campeonato.
  - Durante la lucha, James Ellsworth empujó a Ambrose desde la escalera sobre unas mesas situadas fuera del ring, cambiando a heel.

### 2017
TLC: Tables, Ladders & Chairs 2017 tuvo lugar el 22 de octubre de 2017 desde el Target Center en Minneapolis, Minnesota. El tema oficial del evento fue "Legendary" de Welshly Arms.

#### Antecedentes
En el episodio del 11 de septiembre de Raw, se anunció que la luchadora Asuka de NXT, que acababa de dejar vacante el Campeonato Femenino de NXT debido a una lesión, firmó con Raw. Después que se anunciara que su debut en el plantel principal estaba programado para TLC, Bayley, Sasha Banks, Alicia Fox, Dana Brooke y Emma exigieron enfrentarla. El gerente general de Raw, Kurt Angle, decidió que la ganadora de un Fatal Five-Way Elimination match entre ellas se enfrentaría a Asuka en el evento; el combate fue ganado por Emma.
En No Mercy, Alexa Bliss derrotó a Bayley, Sasha Banks, Emma y Nia Jax en un Fatal Five-Way match para retener el Campeonato Femenino de Raw. Luego, Bliss insultó a Mickie James y la llamó «anciana». La noche siguiente en Raw, James desafió a Bliss a repetir sus comentarios y, después de que Bliss insultara de nuevo a James, atacó a la campeona. La semana siguiente, queriendo enfrentarse a Bliss, James encontró su vestuario vigilado por Jax, quien desafió a James a un combate. El combate terminó en Jax siendo descalificada después de que Bliss atacara a James. El gerente general de Raw, Kurt Angle, luego reservó a Bliss para defender el Campeonato Femenino de Raw contra James en TLC.
En el episodio del 25 de septiembre de Raw, Roman Reigns fue invitado en Miz TV por su victoria sobre John Cena en No Mercy. The Miz se regodeó por retener el Campeonato Intercontinental e insultó al antiguo stable de Reigns, The Shield, alegando que él y The Miztourage (Curtis Axel & Bo Dallas) podían vencer a The Shield. Luego los dos se enfrentaron en una lucha donde Reigns derrotó a The Miz, pero Reigns recibió un ataque. También en No Mercy, Dean Ambrose y Seth Rollins, también exmiembros de The Shield, retuvieron el Campeonato en Parejas de Raw contra Cesaro & Sheamus. La semana siguiente, Cesaro y Sheamus atacaron a Ambrose y Rollins, luego de un ataque de Braun Strowman, y Reigns derrotó a The Miz por descalificación después de que Cesaro y Sheamus interfirieran. The Miz, Cesaro y Sheamus realizaron el triple powerbomb característico de The Shield en Reigns. Antes de que terminara el show, Ambrose y Rollins se acercaron tras bastidores a Reigns. En el episodio del 9 de octubre, The Miz, Cesaro y Sheamus fueron interrumpidos por Reigns, a quien luego se unieron Ambrose y Rollins, reuniendo oficialmente a The Shield, y el trío atacó a Cesaro y Sheamus, y realizó un triple powerbomb en The Miz. Un Tables, Ladders & Chairs match de seis hombres entre The Shield y el equipo de The Miz, Cesaro y Sheamus fue programado para TLC. Más tarde, Strowman intentó atacar a Matt Hardy, pero The Shield detuvo a Strowman y ejecutó un triple powerbomb sobre él a través de la mesa de transmisión. Luego, The Miz solicitó que se agregara a Strowman al combate en TLC. El gerente general de Raw Kurt Angle aceptó a regañadientes y, como resultado, hizo del combate 4-on-3 Handicap match. La semana siguiente, Ambrose y Rollins retuvieron el Campeonato en Parejas de Raw contra Cesaro y Sheamus, y The Miz convenció a Angle para que agregara un quinto miembro a su equipo en TLC. Angle decidió que si Strowman vencía a Reigns en un Steel Cage match, se podría agregar un quinto miembro, pero si Reigns ganaba, Strowman estaría fuera del equipo de The Miz. Durante el Steel Cage match, Kane regresó de una pausa de diez meses al rasgar la lona del ring y le aplicó un chokeslam a Reigns, permitiendo que Strowman ganara. Kane se convirtió en el quinto miembro, por lo que se volvió un 5-on-3 Handicap match. El 20 de octubre, sin embargo, WWE anunció que Reigns no podría competir debido a problemas médicos. Angle, quien había estado en desacuerdo con The Miz desde que The Miz llegó a Raw, fue reemplazado por Reigns, marcando el primer combate de Angle en la WWE desde 2006.

#### Resultados
- Kick-Off: Sasha Banks derrotó a Alicia Fox (11:00).[94][95]
  - Banks forzó a Fox a rendirse con un «Bank Statement».
- Asuka derrotó a Emma (9:20).[96][97]
  - Asuka forzó a Emma a rendirse con un «Asuka Lock».
  - Este combate fue el debut de Asuka en la marca Raw, luego de que dejara NXT.
  - Esta fue la última lucha de Emma en WWE hasta su regreso en 2022.
- Cedric Alexander & Rich Swann derrotaron a Gentleman Jack Gallagher & The Brian Kendrick (8:00).[96][98]
  - Alexander cubrió a Kendrick después de un «Lumbar Check».
- Alexa Bliss derrotó a Mickie James y retuvo el Campeonato Femenino de Raw (11:25).[96][99]
  - Bliss cubrió a James después de un «Bliss DDT».
- Enzo Amore derrotó a Kalisto y ganó el Campeonato Peso Crucero de la WWE (8:45).[96][100]
  - Amore cubrió a Kalisto después de un «JawdonZO».
- "The Demon" Finn Bálor derrotó a AJ Styles (18:20).[96][101]
  - Bálor cubrió a Styles después de un «Coup de Grâce».
  - Después de la lucha, ambos se saludaron y unieron sus manos con un “Too Sweet” en señal de respeto.
  - Originalmente, Bálor iba a enfrentar a Bray Wyatt, pero fue reemplazado por Styles a última hora debido a una epidemia de paperas.
- Jason Jordan derrotó a Elias (8:50).[96][102]
  - Jordan cubrió a Elias con un «Small Package».
  - Durante la cuenta, Elias levantó su hombro izquierdo, pero el árbitro no lo vio.
- Kurt Angle & The Shield (Dean Ambrose & Seth Rollins) derrotaron a The Miz, Braun Strowman, Kane, Cesaro & Sheamus en un Tables, Ladders & Chairs Match (35:25).[96][103]
  - Angle cubrió a The Miz después de un «Triple Powerbomb».
  - Este fue el combate de regreso de Angle en WWE después de 11 años.
  - Durante la lucha, Angle debió ser sacado por personal médico, aunque pudo regresar más tarde.
  - Durante la lucha Strowman fue atacado por su equipo para luego ser sacado en un camión de basura.
  - Originalmente, Roman Reigns estaba en la lucha, junto a The Shield, pero fue reemplazado por Angle a última hora debido a una epidemia de paperas.

### 2018
TLC: Tables, Ladders & Chairs 2018 tuvo lugar el 16 de diciembre de 2018 desde el SAP Center en San José, California. El tema oficial del evento fue "Body Talks" de The Struts.

#### Antecedentes
En el episodio del 22 de octubre de Raw, después de que Seth Rollins y Dean Ambrose capturaron el Campeonato en Parejas de Raw de Dolph Ziggler y Drew McIntyre, Ambrose atacó de repente a Rollins, cambiando a heel. Dos semanas después en Raw, Ambrose atacó a Rollins nuevamente, luego de que este último perdiera los títulos en un Handicap match contra AOP. La semana siguiente, Ambrose quemó su chaleco de The Shield y explicó que ser parte del grupo lo había debilitado. Rollins fue programado para defender su Campeonato Intercontinental contra Ambrose en TLC.
En el Raw antes de Survivor Series, Braun Strowman exigió tener otro combate por el Campeonato Universal de la WWE contra Brock Lesnar, así como un combate contra el gerente general en funciones de Raw Baron Corbin, quien le había costado a Strowman su combate por el Campeonato Universal de la WWE en Crown Jewel, y elegir la estipulación de ambos. La comisionada de Raw, Stephanie McMahon, estuvo de acuerdo, con la condición de que Strowman condujera a Raw a la victoria sobre SmackDown Live en Survivor Series, y que no tocara a Corbin hasta después del evento. Stephanie también dijo que si Raw tenía éxito en los combates interpromocionales en Survivor Series, consideraría que Corbin fuera el gerente general permanente de Raw. Raw efectivamente ganó todos los combates interpromocionales en la cartelera principal, con Strowman entre los sobrevivientes en su combate. La noche siguiente en Raw, a Strowman se le concedió un combate con Corbin en TLC y eligió un Tables, Ladders & Chairs match. Stephanie agregó que si Strowman ganaba, obtendría su combate por el Campeonato Universal de la WWE en Royal Rumble y Corbin sería removido del poder, pero si Corbin ganaba, Corbin se convertiría en el gerente general permanente de Raw. La misma noche, Drew McIntyre y Bobby Lashley aplastaron el codo de Strowman con los escalones de acero (kayfabe). En realidad, Strowman requirió cirugía, dejando su combate en TLC en limbo. La semana siguiente, Corbin dijo que no cancelaría el combate y que aceptaría la victoria por abandono.
En el episodio del 13 de noviembre de SmackDown Live, Daniel Bryan derrotó a AJ Styles para ganar el Campeonato de la WWE luego de golpear a Styles con un golpe bajo mientras el árbitro estaba caído y continuó atacando a Styles después del combate, cambiado así a heel. En el siguiente episodio de SmackDown Live, Bryan explicó sus acciones, afirmando que estaba siguiendo sus sueños y que los aficionados no estaban con él durante su recuperación para regresar al ring, y se bautizó como el «nuevo Daniel Bryan». Se programó una revancha entre Styles y Bryan por el título para TLC.
En Survivor Series, la Campeona Femenina de SmackDown, Becky Lynch, estaba originalmente programada para enfrentar a la Campeona Femenina de Raw, Ronda Rousey, pero debido a una fracutura de nariz y una conmoción cerebral legítimas sostenidas solo días antes del evento, fue reemplazada por Charlotte Flair, quien fue descalificada por atacar brutalmente a Rousey. En el siguiente SmackDown Live, Flair explicó que atacó a Rousey por Lynch, pero una semana más tarde, después del regreso de Lynch, dijo que en realidad lo hizo todo por ella misma. Cuando un Tables, Ladders & Chairs match entre Flair y Lynch fue anunciado para TLC, las ocho mujeres restantes del plantel de SmackDown hicieron excepción y exigieron su oportunidad por  el campeonato. Una battle royal de ocho mujeres fue ganada por Asuka, quien posteriormente fue agregada al combate de TLC.

#### Resultados
- Kick-Off: Buddy Murphy derrotó a Cedric Alexander y retuvo el Campeonato Peso Crucero de la WWE (10:35).[113][114]
  - Murphy cubrió a Alexander después de un «Murphy's Law».
- Kick-Off: Elias derrotó a Bobby Lashley (con Lio Rush) en un Ladder Match (6:20).[113][115]
  - Elias ganó la lucha después de descolgar la guitarra.
  - Durante de la lucha, Rush interfirió a favor de Lashley.
  - Después de la lucha, Lashley y Rush atacaron a Elias.
- Fabulous Truth (R-Truth & Carmella) derrotaron a Mahalicia (Jinder Mahal & Alicia Fox) (con The Singh Brothers) y ganaron el Mixed Match Challenge 2 (5:50).[116][117]
  - Carmella forzó a Fox a rendirse con un «Code of Silence».
  - Como resultado, Fabulous Truth obtuvieron la entrada #30 en Royal Rumble 2019.
- The Bar (Cesaro & Sheamus) derrotaron a The New Day (Kofi Kingston & Xavier Woods) (con Big E) y The Usos (Jey Uso & Jimmy Uso) y retuvieron el Campeonato en Parejas de SmackDown (12:15).[116][118]
  - Sheamus cubrió a Woods después de un «Brogue Kick».
- Braun Strowman derrotó a Baron Corbin en un Tables, Ladders & Chairs Match y ganó una oportunidad por el Campeonato Universal de la WWE en Royal Rumble 2019 (16:00).[116][119]
  - Strowman cubrió a Corbin después de un «Coup de Grâce» de Finn Bálor.
  - Durante la lucha, Apollo Crews, Bobby Roode, Chad Gable, Heath Slater y Kurt Angle atacaron a Corbin.
  - Como resultado, Corbin dejó de ser el gerente general interino de Raw.
- Natalya derrotó a Ruby Riott (con Liv Morgan & Sarah Logan) en un Tables Match (12:40).[116][120]
  - Natalya ganó la lucha después de aplicarle un «Powerbomb» desde la tercera cuerda a Riott sobre una mesa.
  - Durante la lucha, Morgan y Logan interfirieron a favor de Riott.
  - Originalmente Bayley y Sasha Banks iban están en ringside, pero fueron sacadas momentos previo al evento y el combate.
- Finn Bálor derrotó a Drew McIntyre (12:20).[116][121]
  - Bálor cubrió a McIntyre después de un «Coup de Grâce».
  - Durante la lucha, Dolph Ziggler interfirió en contra de McIntyre.
- Rey Mysterio derrotó a Randy Orton en un Chairs Match (11:30).[116][122]
  - Mysterio cubrió a Orton con un «Roll-up».
- Ronda Rousey derrotó a Nia Jax (con Tamina) y retuvo el Campeonato Femenino de Raw (10:50).[116][123]
  - Rousey forzó a Jax a rendirse con un «Armbar».
- Daniel Bryan derrotó a AJ Styles y retuvo el Campeonato de la WWE (23:55).[116][124]
  - Bryan cubrió a Styles después de revertir un «Inside Cradle» en un «Roll-up».
- Dean Ambrose derrotó a Seth Rollins y ganó el Campeonato Intercontinental (23:00).[116][125]
  - Ambrose cubrió a Rollins después de un «Dirty Deeds».
- Asuka derrotó a Becky Lynch (c) y Charlotte Flair en un Tables, Ladders & Chairs Match y ganó el Campeonato Femenino de SmackDown (21:45).[116][126]
  - Asuka ganó la lucha después de descolgar el campeonato.
  - Durante la lucha, Ronda Rousey interfirió en contra de Lynch y Flair.

### 2019
TLC: Tables, Ladders & Chairs 2019 tuvo lugar el 15 de diciembre de 2019 desde el Target Center en Mineápolis, Minesota el Tema Oficial del Evento fue "Do You Feel Me?" de Kevin Rudolf.

#### Antecedentes
Durante el Traditional Survivor Series Elimination match en Survivor Series, se produjo un altercado entre Roman Reigns y King Corbin. Después de que Corbin había esencialmente causado la eliminación de su compañero de equipo, Mustafa Ali, Reigns realizó un «Spear» a Corbin, lo que resultó en la eliminación de Corbin, mientras que Reigns ganó el combate para su equipo. En el siguiente SmackDown, Reigns llamó a Corbin, quien afirmó que Team SmackDown ganó gracias a él, y declaró que Reigns había traicionado a su equipo al atacarlo. Reigns desafió a Corbin a un combate, sin embargo, Corbin presentó a Dolph Ziggler y Robert Roode y Roode desafió a Reigns, en el cual Reigns ganó. Después del combate, se produjo una pelea. En el episodio del 6 de diciembre, se programó para TLC un Tables, Ladders & Chairs Match entre Reigns y Corbin.
En Survivor Series, "The Fiend" Bray Wyatt derrotó a Daniel Bryan para retener el Campeonato Universal de la WWE. En el siguiente SmackDown, Wyatt (como su amigable personaje de Firefly Fun House) desafió a Bryan, que ahora estaba abrazando nuevamente el «Yes! Movement», a otro combate con su título nuevamente en juego, que Bryan aceptó. The Fiend apareció y atacó a Bryan, arrancándole el cabello. En el siguiente SmackDown, The Miz, que se había entrelazado en el feudo, dijo que Bryan no había sido visto desde el ataque de The Fiend. Dijo que aunque él y Bryan no se querían, ambos eran parte de la familia de la WWE, y él encontraría a Bryan. Wyatt interrumpió y dijo que quería «jugar» con The Miz desde que Bryan había desaparecido. También dijo que quería formar parte de la familia de The Miz, lo que llevó a The Miz a buscar a Wyatt. Más tarde tras bastidores, Wyatt le aplicó un «Sister Abigail» a The Miz y colocó una foto de la familia de The Miz con Wyatt en lugar de The Miz. Luego se programó un combate no titular entre los dos para TLC, que marca el primer combate desde el regreso de Wyatt en el que luchará como su personaje de Firefly Fun House en lugar de como The Fiend.
Durante el Traditional Survivor Series Elimination match femenino, las compañeras de Team Raw Charlotte Flair y Asuka tuvieron un altercado, lo que provocó que Asuka escupiera green mist en la cara de Flair; Asuka abandonó el combate mientras Flair fue eliminada. Un combate entre las dos ocurrió la noche siguiente en Raw. La compañera de equipo de Asuka, Kairi Sane, ayudó a Asuka, y ella nuevamente escupió green mist en la cara de Flair para ganar el combate. La semana siguiente, Flair se enfrentó a The Kabuki Warriors (Asuka y Sane) en un Handicap match que Flair perdió. En el episodio del 9 de diciembre de Raw, Flair se acercó a la Campeona Femenina de Raw, Becky Lynch. Ella dijo que aunque no le gustaba Lynch, no le gustaban The Kabuki Warriors aún más. Lynch inicialmente rechazó a Flair y luego ganó un Handicap match contra The Kabuki Warriors por descalificación, después de lo cual, The Kabuki Warriors pusieron a Lynch en una mesa. Más tarde, Lynch y Flair acordaron hacer equipo y enfrentarse a The Kabuki Warriors en un Tables, Ladders & Chairs match por el Campeonato Femenino en Parejas de la WWE de las últimas en TLC.
En el episodio del 30 de septiembre de Raw, el combate de Rusev terminó sin resultado cuando apareció Bobby Lashley, llamó a la esposa de Rusev Lana y procedió a besarse con ella. Lashley y Lana continuaron atormentando a Rusev con su historia de amor durante las siguientes semanas. Lana explicó que engañó a Rusev con Lashley porque él la había engañado primero y que era un adicto al sexo. Documentos de divorcio y una orden de restricción fueron eventualmente emitidos contra Rusev. En el episodio del 25 de noviembre de Raw, Rusev violó la orden de restricción y atacó a Lashley, y luego fue llevado por la seguridad. La semana siguiente, Rusev volvió a violar la orden de restricción y atacó a Lashley, pero esta vez la seguridad no intentó detenerlo, y en cambio arrestó a Lashley y a Lana después de que Lashley empujó a un policía y Lana abofeteó a otro. En el episodio del 9 de diciembre de Raw, Lana y Rusev firmaron sus papeles de divorcio bajo el acuerdo de que Rusev conseguiría un combate contra Lashley en TLC, que se hizo un Tables match.

#### Resultados
- Kick-Off: Humberto Carrillo derrotó a Andrade (con Zelina Vega) (12:45).[136][137]
  - Carrillo cubrió a Andrade después de un «Springboard Somersault».
  - Durante la lucha, Vega interfirió a favor de Andrade.
- The New Day (Big E & Kofi Kingston) derrotaron a The Revival (Dash Wilder & Scott Dawson) en un Ladder Match y retuvieron el Campeonato en Parejas de SmackDown (19:20).[138][139]
  - The New Day ganaron la lucha después de que Kingston descolgara los campeonatos.
- Aleister Black derrotó a Buddy Murphy (13:45).[138][140]
  - Black cubrió a Murphy después de un «Black Mass».
- Los Campeones en Parejas de Raw The Viking Raiders (Erik & Ivar) y The O.C. (Luke Gallows & Karl Anderson) terminaron sin resultado (8:30).[138][141]
  - La lucha terminó sin resultado luego de que ambos equipos no volvieran al ring antes de la cuenta de diez.
  - Después de la lucha, ambos equipos se atacaron mutuamente.
  - Como resultado, The Viking Raiders retuvieron los campeonatos.
- King Corbin derrotó a Roman Reigns en un Tables, Ladders & Chairs Match (22:20).[138][142]
  - Corbin cubrió a Reigns después de un «End of Days» sobre una silla.
  - Antes de la lucha, Reigns atacó a la seguridad real de Corbin.
  - Durante la lucha, Dolph Ziggler, The Revival (Dash Wilder & Scott Dawson) y la seguridad real interfirieron a favor de Corbin.
- El Campeón Universal de la WWE Bray Wyatt derrotó a The Miz (6:40).[138][143]
  - Wyatt cubrió a The Miz después de un «Sister Abigail».
  - Después de la lucha, Daniel Bryan atacó a Wyatt.
  - El Campeonato Universal de la WWE de Wyatt no estuvo en juego.
- Bobby Lashley (con Lana) derrotó a Rusev en un Tables Match (13:30).[138][144]
  - Lashley ganó la lucha después de aplicarle un «Spear» a Rusev sobre una mesa.
  - Durante la lucha, Lana interfirió a favor de Lashley.
- The Kabuki Warriors (Asuka & Kairi Sane) derrotaron a Becky Lynch & Charlotte Flair en un Tables, Ladders & Chairs Match y retuvieron el Campeonato Femenino en Parejas de la WWE (26:00).[138][145]
  - The Kabuki Warriors ganaron la lucha después de que Asuka descolgara los campeonatos.
  - Durante la lucha, Sane sufrió una conmoción cerebral legítima después de recibir un «Exploder Suplex» de Flair contra una barra de protección.

### 2020
TLC: Tables, Ladders & Chairs 2020 tuvo lugar el 20 de diciembre de 2020 desde el Tropicana Field en San Petersburgo, Florida. El tema oficial del evento fue "WHY 666" de Corey Taylor.

#### Antecedentes
En Survivor Series, Team Raw (AJ Styles, Keith Lee, Sheamus, Braun Strowman y Riddle) derrotaron a Team SmackDown en el Traditional Survivor Series Elimination match sin que ningún miembro de Team Raw fuera eliminado. La noche siguiente en Raw, el oficial de la WWE, Adam Pearce, dijo que uno de los miembros de Team Raw obtendría un combate por el Campeonato de la WWE contra Drew McIntyre en TLC y le permitió a cada uno exponer su caso. El último fue Strowman, quien se enfureció por el uso de Pearce de la frase «el último pero no menos importante» y atacó a Pearce; Strowman fue suspendido indefinidamente. El ex-Campeón de la WWE Randy Orton, quien quería una revancha después de perder el título ante McIntyre en Raw la semana anterior, y el Campeón de los Estados Unidos Bobby Lashley, quien fue el único campeón de Raw en ganar su combate de campeón contra campeón en Survivor Series, cada uno confrontó individualmente a Pearce tras bastidores y también expusieron sus casos. Pearce programó tres combates individuales para esa noche, con los ganadores de cada uno enfrentándose en un Triple Threat match la semana siguiente para determinar el contendiente número uno. Riddle, Lee y Styles avanzaron al Triple Threat match al derrotar a Sheamus, Lashley y Orton, respectivamente. Styles posteriormente ganó el Triple Threat match para enfrentar a McIntyre por el Campeonato de la WWE en TLC en un Tables, Ladders & Chairs Match.
Después de ganar el Campeonato de la WWE de manos de Drew McIntyre en Hell in a Cell el 25 de octubre, Randy Orton apareció en el programa de entrevistas de Alexa Bliss A Moment of Bliss en Raw de la noche siguiente; varias semanas antes, Bliss se alió con "The Fiend" Bray Wyatt. Durante el segmento, Bliss hizo referencia a la rivalidad pasada de Orton con Wyatt camino a WrestleMania 33 en 2017. McIntyre luego salió y atacó a Orton hasta que se apagaron las luces. Cuando regresaron, el alter ego de Wyatt, The Fiend, estaba parado detrás de Orton en la rampa de entrada mientras McIntyre estaba en el ring. McIntyre continuó peleando con Orton mientras The Fiend se marchó. Wyatt continuaría amenazando y atacando a Orton durante las siguientes semanas; después de que Orton perdió el Campeonato de la WWE ante McIntyre en el episodio del 16 de noviembre de Raw, The Fiend hizo que Orton perdiera la oportunidad de recuperar el título la semana siguiente. Orton apareció una vez más en A Moment of Bliss, afirmando conocer la debilidad de The Fiend, que era Bliss. Posteriormente, Orton fue programado para enfrentarse a The Fiend en TLC. Antes del evento del episodio del 14 de diciembre de Raw, Orton desafió a la alegre personalidad de presentador de Firefly Fun House de Wyatt a un juego de escondite que terminó en una pelea tras bastidores donde Orton encerró a Wyatt dentro de una caja de madera y la prendió fuego. The Fiend luego salió de la caja en llamas y atacó a Orton. Su combate de TLC fue luego anunciado que sería un Firefly Inferno match.
En el episodio del 14 de septiembre de Raw, después de que el equipo de Lana y Natalya perdieran una lucha por equipos, las Campeonas Femeninas en Parejas de la WWE Nia Jax y Shayna Baszler aparecieron y Jax realizó un Samoan drop sobre Lana a través de la mesa de comentaristas. Durante las siguientes nueve semanas, Jax puso a Lana repetidamente contra la mesa de comentaristas. También durante este tiempo, Natalya dejó de formar equipo con Lana. En el episodio del 12 de octubre, Lana ganó una battle royal al eliminar por última vez a Natalya para ganar un combate por el Campeonato Femenino de Raw contra Asuka. La lucha por el título tuvo lugar la semana siguiente, que Lana perdió. Después del combate, Jax puso a Lana a través de la mesa de comentaristas una vez más. En el episodio del 26 de octubre, Lana ganó un Fatal four-way match para ganar un lugar en el equipo femenino para Team Raw en Survivor Series, donde Lana emergió como la única sobreviviente después de que se le ordenara no participar en el combate por sus compañeras de equipo, que incluían a Jax y Baszler. La noche siguiente en Raw, a Lana se le concedió otro combate por el Campeonato Femenino de Raw contra Asuka, pero el combate terminó sin resultado después de que Jax y Baszler interfirieran. Esto resultó en una lucha por equipos improvisada no titular donde Lana y Asuka derrotaron a Jax y Baszler. La semana siguiente, Lana y Asuka derrotaron a las campeonas una vez más en otro combate no titular. Posteriormente, Jax y Baszler fueron programadas para defender el Campeonato Femenino en Parejas contra Lana y Asuka en TLC. Sin embargo, después de que Lana derrotara a Jax en el episodio del 14 de diciembre de Raw, una furiosa Jax y Baszler atacaron la pierna de Lana causando una lesión, lo que resultó en su eliminación del combate por el campeonato en TLC, requiriendo que Asuka encontrara una nueva compañera.
Desde que regresó a la WWE y ganó el Campeonato Universal de la WWE en Payback, Roman Reigns comenzó a referirse a sí mismo como el «Jefe tribal» y el «Jefe de la mesa» de la familia Anoa'i. El primo de Reigns, Jey Uso, se unió a Reigns después de que Reigns lo derrotara en Hell in a Cell. Las diferencias luego crecieron entre Jey y Kevin Owens, quien se había ganado un lugar en el equipo masculino para Team SmackDown en Survivor Series; Team SmackDown finalmente perdió. En el siguiente SmackDown, Reigns arremetió contra Jey por la derrota, afirmando que los otros miembros del Team SmackDown no respetaban a Jey y, a su vez, no respetaban a Reigns ni a su familia. Esto enfureció a Jey y durante el evento principal de ese episodio entre él y Owens, Jey se descalificó intencionalmente atacando a Owens con una silla de acero. Owens tomó represalias y realizó múltiples Stunners en Jey y luego llamó a Reigns. La semana siguiente, Owens desafió a Reigns a un Tables, Ladders & Chairs Match por el Campeonato Universal en TLC, que Reigns aceptó.
Durante varias semanas, se mostraron viñetas de una mujer misteriosa que afirmaba ser «intocable» en episodios de SmackDown. Después de una pausa de cinco meses, Carmella fue revelada como la mujer misteriosa en el episodio del 2 de octubre, cambiando a heel. No tuvo ningún enfrentamiento físico hasta el episodio del 6 de noviembre cuando apareció y atacó a la Campeona Femenina de SmackDown Sasha Banks después de que Banks defendiera con éxito su título. Durante las siguientes dos semanas, Carmella continuó atacando a Banks, quien le devolvió el favor en el episodio del 27 de noviembre al atacar a Carmella durante su viñeta entre bastidores. La semana siguiente, se programó una pelea por el título entre los dos para TLC. Antes del evento, las dos se enfrentaron en una lucha por el campeonato improvisada en el episodio del 11 de diciembre de SmackDown, donde Banks fue descalificada después de atacar continuamente a Carmella en la esquina después de la cuenta de cinco del árbitro; aunque Carmella ganó, Banks retuvo ya que títulos no cambian de manos por descalificación a menos que se estipule.

#### Resultados
- Kick-Off: Daniel Bryan, Big E, Otis & Chad Gable derrotaron a  Sami Zayn, King Corbin, Cesaro & Shinsuke Nakamura (8:35).[164][165]
  - Big E cubrió a Zayn después de un «Big Ending».
- Drew McIntyre derrotó a AJ Styles (con Omos) y The Miz (con John Morrison) en un Tables, Ladders & Chairs Match y retuvo el Campeonato de la WWE (27:05).[166][167]
  - McIntyre ganó la lucha después de descolgar el campeonato.
  - Originalmente, la lucha era entre McIntyre y Styles, pero The Miz canjeó su contrato Money in the Bank mientras la lucha estaba en progreso, convirtiéndola en un Triple Threat Match. Este canjeó no se considera "técnicamente" válido ya que quien entregó el maletín y demostró las intenciones del canje fue Morrison y no The Miz, por lo cual el 28 de diciembre en Raw, el maletín fue devuelto a The Miz.
  - Durante la lucha, Omos interfirió a favor de Styles, mientras que Morrison interfirió a favor de The Miz.
- Sasha Banks derrotó a Carmella (con Reginald) y retuvo el Campeonato Femenino de SmackDown (12:10).[166][168]
  - Banks forzó a Carmella a rendirse con un «Bank Statement».
  - Durante la lucha, Reginald interfirió a favor de Carmella.
- The Hurt Business (Shelton Benjamin & Cedric Alexander) (con MVP) derrotaron a The New Day (Kofi Kingston & Xavier Woods) y ganaron el Campeonato en Parejas de Raw (10:00).[166][169]
  - Alexander cubrió a Kingston después de un «Lumbar Check».
  - Después de la lucha, Bobby Lashley salió para celebrar con The Hurt Business.
- Asuka & Charlotte Flair derrotaron a Nia Jax & Shayna Baszler y ganaron el Campeonato Femenino en Parejas de la WWE (10:05).[166][170]
  - Flair cubrió a Bazsler después de un «Natural Selection».
  - Originalmente, Lana iba a participar en la lucha junto con Asuka, pero fue reemplazada por Flair debido a que sufrió una lesión a manos de Jax & Baszler.
  - Como consecuencia, Flair se convirtió en la cuarta Campeona Grand Slam.
- Roman Reigns (con Paul Heyman & Jey Uso) derrotó a Kevin Owens en un Tables, Ladders & Chairs Match y retuvo el Campeonato Universal de la WWE (24:45).[166][171]
  - Reigns ganó la lucha después de descolgar el campeonato.
  - Durante la lucha, Jey interfirió a favor de Reigns.
- Randy Orton derrotó a "The Fiend" Bray Wyatt en un Firefly Inferno Match (12:00).[166][172]
  - Orton ganó la lucha después de quemar la espalda de Wyatt.
  - Después de la lucha, Orton incendió el cuerpo de Wyatt en el ring.